# Museo de Bellas Artes de Montreal
El museo de Bellas Artes de Montreal (en inglés: Montreal Museum of Fine Arts o MMFA; en francés: Musée des beaux-arts de Montréal) es un museo de arte en Montreal, Quebec, Canadá. Es el museo de arte más grande de Canadá por espacio de exposición. Está ubicado en el tramo histórico Golden Square Mile de la calle Sherbrooke. Fundado en 1860, es la institución artística más antigua de Canadá. Se trasladó a su actual ubicación en 1912 gracias a una donación del empresario James Ross. Es el museo más grande de Montreal, uno de los más destacados en Canadá y en 2020 el más visitado del país.
El MMFA se distribuye en cinco pabellones y ocupa una superficie total de 53 095 m², de los que  13 000 m² son espacio de exposición. Con la inauguración en 2016 del Pabellón para la Paz Michal y Renata Hornstein, se esperaba que el campus del museo se convirtiera en el 18.º museo de arte más grande de América del Norte. La colección permanente incluía aproximadamente 44 000 obras en 2013. La "sala de lectura" original de la Asociación de Arte de Montreal fue la precursora de la biblioteca actual del museo, la biblioteca de arte más antigua de Canadá.
Es miembro del Grupo Internacional de Organizadores de Grandes Exposiciones (International Group of Organizers of Large-scale Exhibitions).

## Pabellones
Está dividido en cinco pabellones: un edificio de estilo Beaux Arts de 1912 diseñado por William Sutherland Maxwell y su hermano Edward Maxwell, ahora llamado pabellón Michal y Renata Hornstein (Michal and Renata Hornstein Pavilion); el pabellón de estilo moderno Jean-Noël Desmarais (Jean-Noël Desmarais Pavilion) al otro lado de la calle, diseñado por Moshe Safdie, construido en 1991; el pabellón Liliane y David M. Stewart (Liliane and David M. Stewart Pavilion), el pabellón Claire y Marc Bourgie (Claire and Marc Bourgie Pavilion) construido en 2011 y el recientemente inaugurado el pabellón para la Paz Michal y Renata Hornstein (Michal and Renata Hornstein Pavilion for Peace).
El pabellón Desmarais alberga una colección de arte moderno y contemporáneo, y el pabellón Hornstein se orienta específicamente la arqueología y el arte antiguo; el pabellón Lilian y David M. Stewart se dedica a las artes decorativas y al diseño. El pabellón Claire y Marc Bourgie albergan el arte quebequense y canadiense, y el nuevo pabellón para la paz Michal y Renata Hornstein alberga la colección de arte internacional.
El 14 de febrero de 2007, el consejo de administración del museo anunció su proyecto de convertir la iglesia Erskine y Americana, ubicada en la calle Sherbrooke West, en un pabellón de arte canadiense. Este nuevo pabellón permitió al museo duplicar la superficie expositiva actualmente dedicada a los artistas canadienses. La iglesia de estilo neorrománico con vidrieras de Tiffany, que data de 1893 a 1894, fue designada Sitio Histórico Nacional de Canadá en 1998.
Con la incorporación de un quinto pabellón, el museo de Bellas Artes de Montreal ocupa una superficie de 53 095 m², de los que  13 000 m² están dedicados a espacio de exposición. La ampliación lo convertirá en el decimoctavo museo de arte mayor de América del Norte.

## Incidente
El 4 de septiembre de 1972, fue escenario del robo de arte más grande en la historia canadiense, cuando ladrones armados se llevaron joyas, estatuillas y pinturas por un valor total de $ 2 millones de dólares (aproximadamente $ 10,9 millones en la actualidad), incluidas obras de Delacroix, Gainsborough y un raro paisaje de Rembrandt ("Paisaje con casas de campo"). Las obras nunca se han recuperado. En 2003, el diario Globe and Mail estimó que sólo el Rembrandt tenía un valor de 1 millón de dólares.